# Jamara pisinna
Genre
Espèce
Jamara pisinna, unique représentant du genre Jamara, est une espèce d'araignées aranéomorphes de la famille des Toxopidae.

## Distribution
Cette espèce est endémique du Queensland en Australie.

## Publication originale
- Davies, 1995 : A tiny cribellate spider, Jamara gen. nov. (Araneae: Amaurobioidea: Midgeeinae) from northern Queensland. Memoirs of the Queensland Museum, vol. 38, p. 93-96 (texte intégral).